# 주르지나 리즈크
주르지나 리즈크(아랍어: جورجينا رزق, 영어: Georgina Rizk, 1953년 1월 3일 ~ )는 레바논의 모델이자 사교계 명사, 미인 대회 우승자이다.
리즈크는 미스 유니버스 1971 대회에서 레바논을 대표하여 타이틀을 획득하여 미스 유니버스에서 우승한 최초의 레바논, 아랍 및 중동/서아시아 여성이 되었다. 미스 레바논 1970 우승자이기도 한 리즈크는 미스 월드 1970에서 레바논 대표로 출전했으나 탈락했으며 나중에 미스 레바논 심사위원으로 활동하게 된다. 레바논의 가수이자 배우인 왈리드 타우피크의 아내이기도 하다.

## 생애
리즈크는 베이루트의 기독교 가정에서 레바논인 아버지와 헝가리인 어머니 사이에서 태어났다. 리즈크의 아버지가 결혼하기 이전에 리즈크의 어머니는 로시(Rossi)라는 이름의 이탈리아인과 결혼했다. 이들 부부는 리즈크의 이복 여동생이자 패션 디자이너인 펠리치나 로시(Felicina Rossi)를 낳았다.
리즈크는 미스 레바논 1970 우승자이며 영국 런던에서 열린 미스 월드 1970에서 레바논 대표로 참가했다. 리즈크는 1971년 7월 24일에 미국 플로리다주 마이애미에서 열린 미스 유니버스 1971에서 레바논 대표로 참가했다. 리즈크는 중동/서아시아 및 아랍 세계 최초의 여성이자 아시아의 네 번째 여성이었다. 리즈크는 미인 대회에서 노출이 심한 상의와 핫팬츠를 입으면서 기억에 남을 만한 패션 스타일을 연출했다.
미스 유니버스 1972는 푸에르토리코 도라도에 위치한 세로마르 비치 호텔에서 열렸다. 1972년 5월 30일에 푸에르토리코에서 온 기독교 순례자 17명이 이스라엘 로드 공항(현재의 벤구리온 공항)에서 테러를 당해 사망했다. 이 학살은 팔레스타인 해방대중전선의 명령을 받은 일본적군 소속 인사 3명의 소행으로 확인되었다. 리즈크는 푸에르토리코에서 열린 미스 유니버스 대회에 참석하지 못했는데 이는 푸에르토리코인들의 학살에 대한 보복에 대한 두려움 때문이었다.

## 사생활
리즈크는 미인 대회에서 우승하기 이전 그리고 전성기에 필리프 뒤크라는 이름의 프랑스 출신 대학생과 데이트를 가졌다. 리즈크는 1971년에 열린 인터뷰에서 혼전 성교를 찬성한다고 밝히면서 "우리는 많은 경험을 쌓아야 한다. 결혼은 간단한 것이 아니다."라고 말했다. 리즈크는 나중에 혼전 성교를 인정하지만 사랑하는 사람과만 결혼한다는 것을 의미한다고 전했다.
리즈크는 나중에 검은 9월단의 작전부장이자 포스 17의 창설자이기도 한 팔레스타인인 알리 하산 살라메와 결혼했다. 이들 부부는 미국 하와이주에서 신혼 여행을 보낸 다음에 디즈니랜드에 머물렀다. 리즈크는 임신했을 때 베이루트로 돌아왔다. 살라메는 1979년에 이스라엘의 모사드에 의해 살해되었다. 살라메는 1972년에 일어난 뮌헨 올림픽 참사의 핵심 가담자로 확인됐으며 신의 분노 작전의 일환으로 살해당했다. 살라메 암살 당시 임신 6개월이었던 리즈크는 아들 알리 살라메를 낳았다.
리즈크는 1990년에 레바논의 가수인 왈리드 타우피크와 결혼했고 슬하에 2명의 자녀를 두었다. 리즈크는 미스 레바논의 심사위원으로 활동했다. 리즈크의 여동생은 리즈크의 남편을 살해한 혐의로 시리아에서 수감되었다.
리즈크는 아랍어 이외에도 영어, 프랑스어, 이탈리아어를 구사했다. 리즈크는 이탈리아의 패션 디자이너이자 이복자매인 펠리치나 로시로부터 이탈리아어를 배웠다고 전했다. 리즈크에게는 외조카이자 캐나다의 배우이자 외조카인 타이 우드가 있다.

## 아랍-이스라엘 분쟁과 레바논 내전에서의 역할
리즈크는 자신의 업적으로 레바논에서 인기 있는 모델이 되었음에도 불구하고 정치에 관여하고 싶은 관심이나 열망이 전혀 없었다. 그러나 리즈크는 종종 무의식적으로 지역 분쟁에 말려들었다. 이는 리즈크의 조국인 레바논이 아랍-이스라엘 전쟁에 휘말리고 전략적으로 분쟁의 심장부 근처에 위치하면서 그 당시의 정치적 사건들의 영향이 컸다.
리즈크는 미국 플로리다주 마이애미에서 열린 미스 유니버스 1971에 참가했을 때 미스 이스라엘 대표로 참가했던 에티 오가드와 친하게 지냈다고 한다. 리즈크는 자신에 대한 비판에 대해 "이것은 정치가 아닌 미인 대회"라고 대응했고 분쟁은 "자신의 걱정거리가 아니라 정부의 걱정거리"라고 말했다.
1972년에 이스라엘에서 일어난 로드 공항 사건으로 인해 17명의 푸에르토리코 관광객들이 팔레스타인 해방 기구의 명령을 받은 일본 출신 무장 테러리스트들에 의해 살해되었다. 그 결과 리즈크는 복수를 두려워하여 푸에르토리코에서 열린 미스 유니버스 1972에 참석하는 것이 금지되었다. 리즈크는 자신이 무슨 일이 일어날지 두려워 미인 대회에 참석하는 것이 두렵다고 말했다.
1970년대 중반에 레바논 내전이 한창일 때 리즈크는 팔레스타인 해방 기구 소속 무장 조직원이자 정보부 관리인 알리 하산 살라메와 연애를 시작하면서 다시 분쟁에 말려들었는데 살라메는 사치스러운 생활 방식, 바람둥이 성격, 혈기로 인해 "붉은 왕자"라는 별명이 붙었다. 살라메는 불륜이 시작되었을 때 그의 첫 번째 부인인 움하산과 여전히 결혼한 상태였다고 전해진다. 이들 부부가 결혼한 날짜는 널리 논란이 되고 있다. 야세르 아라파트는 이들의 혼전 관계가 전통적, 보수적인 아랍의 현상에 명백히 위배된다는 이유로 못마땅하게 여겼고 그로 인해 주르지나 리즈크에게 적대감을 유지했다고 한다. 리즈크는 결혼 이후에 살라메가 갖고 있던 전통적인 무슬림 배경과 보수적인 팔레스타인 문화에 따라 모델 활동을 그만두고 주로 집에 머물렀다. 이들 부부는 레바논과 팔레스타인 출신 부자들과만 교제하는 것으로 알려졌다. 가까운 친구들의 증언에 따르면 리즈크 자신은 팔레스타인에 대한 애착이 없었고 팔레스타인 해방 기구를 지지하지 않았다고 전해진다.